# Epiplema warreniana
Epiplema warreniana is een vlinder uit de familie van de uraniavlinders (Uraniidae). De wetenschappelijke naam van de soort is voor het eerst geldig gepubliceerd in 1924 door Dalla Torre.